# Madagascar: Escape 2 Africa
Madagascar: Escape 2 Africa is een Amerikaanse computeranimatiefilm van Dreamworks Animation uit 2008. De film is het vervolg op de succesvolle animatiefilm Madagascar uit 2005. De hoofdcast van de film is hetzelfde als die in de eerste film.

## Verhaal
In de eerste film zijn de hoofdfiguren, Alex de leeuw, Marty de zebra, Gloria het nijlpaard en Melman de giraffe per ongeluk op het eiland Madagaskar terechtgekomen. In dit vervolg proberen ze met een vliegtuig dat ooit op het eiland is neergestort terug te keren naar hun dierentuin, Central Park Zoo in New York. De pinguïns gaan ook mee en vormen de leiding van het vliegtuig. Het vliegtuig stort echter neer, en zo komen de dieren op het vasteland van Afrika terecht. Alex ontmoet daar zijn familie, maar hij ontdekt dat hij het communiceren is verleerd in de dierentuin...

## Rolverdeling
| Acteur                 | Personage                | Opmerkingen                                                |
| ---------------------- | ------------------------ | ---------------------------------------------------------- |
| Ben Stiller            | Alex                     | de Leeuw                                                   |
| Chris Rock             | Marty                    | de Zebra                                                   |
| David Schwimmer        | Melman                   | de Giraffe                                                 |
| Jada Pinkett Smith     | Gloria                   | het Nijlpaard                                              |
| Sacha Baron Cohen      | King Julien XIII         | een Ringstaartmaki, de koning van de Lemuren op Madagaskar |
| Cedric the Entertainer | Maurice                  | het Vingerdier                                             |
| Andy Richter           | Mort                     | de Muismaki                                                |
| Bernie Mac             | Zuba                     | de Leeuw                                                   |
| Alec Baldwin           | Makunga                  | de Leeuw                                                   |
| will.i.am              | Moto Moto                | het Nijlpaard                                              |
| Tom McGrath            | Skipper                  | de Pinguïnleider                                           |
| Chris Miller           | Kowalski                 | de slimste Pinguïn                                         |
| Christopher Knights    | Private (Junior/Soldaat) | de jongste Pinguïn                                         |
| Eric Darnell           | Joe                      | de Medicijnman                                             |
| Danny Jacobs           | de toerist               | met New York T-shirt                                       |

## Nederlandse rolverdeling
- Hans Somers - Alex
- Rogier Komproe - Marty
- Laura Vlasblom - Gloria
- Fred Butter - Melman
- Frans Limburg - Skipper
- Paul Klooté - Kowalski
- Huub Dikstaal - Junior (Private)
- Bart Bosch - Rico
- John Jones - King Julien
- Murth Mossel - Maurice
- Dieter Jansen - Mort
- John Williams - Zuba, vader van Alex
- Ivo Niehe - Makunga
- Laura Fygi - moeder van Alex
- Nelly Frijda - Nana, meppend oud vrouwtje
- Ruben Fernhout - Moto Moto
- Victor van Swaay - Mason
- Rosanna Lima - drie struisvogels
- Patrick Kluivert - hertje Bobby en Amerikaanse toerist
- Donna Vrijhof - 2e nieuwslezer

## Vlaamse rolverdeling
- Michaël Pas - Alex
- Luc Vandeput - Marty
- Francesca Vanthielen - Gloria
- Peter Van Gucht - Melman
- Dieter Troubleyn - Koning Julien
- Luk De Koninck - Maurice
- Eric Hofman - Schipper
- Aimé Anthoni - Kowalski & Mason
- Walter Baele - Soldaat
- Alex Agnew - Moto Moto
- Warre Borgmans - Suba
- Hubert Damen - Makunga
- Anne Mie Gils - Nita, de moeder van Alex

## Muziek
De originele filmmuziek werd gecomponeerd door Hans Zimmer en de originele liedjes zijn geschreven door will.i.am en de muziek gecomponeerd door Zimmer. will.i.am zong ook het nummer "I Like to Move It" voor de film. Deze muzieknummers zijn ook uitgebracht op een soundtrackalbum door Interscope Records.

## Vervolg
Het vervolg op Madagascar 2 is Madagascar 3: Europe's Most Wanted, uitgebracht in juli 2012.